# Шталаг IV B/Z
Шталаг IV B/Z (нем. Stalag IV B/Z) — лагерь для военнопленных рядового и сержантского состава, филиал Шталага IV B (Stalag IV B) в Мюльберге. Лагерь функционировал до апреля 1945 года и был освобождён Красной Армией. Лагерь располагался возле железнодорожного вокзала Якобсталь в Цайтхайн (Цейтхайн) на территории полигона Цайтхайн в военном округе IV (Саксония).
На сегодняшний день известно около 25 000 имён погибших.

## Преобразование лагеря
В сентябре 1942 года Шталаг 304, существовавший в Цайтхайне с 1941 года, с частью советских военнопленных был переведён в бельгийский город Лёвен.
После этого лагерь Цайтхайн остался на месте, но стал филиалом Шталага IV-B в Мюльберге и получил название Шталаг IV B/Z. Также он был перепрофилирован в резервный госпиталь для военнопленных, главным образом для больных туберкулёзом, которых свозили сюда из других лагерей Рейха.

## Условия содержания
В 1941—1945 гг. в лагере погибло около 25.000 советских военнопленных. В 2005 году общественные объединения «Саксонские мемориалы» и «Народный Союз Германии» по уходу за военными могилами опубликовали «Книгу Памяти советских военнопленных, умерших в лагере Цайтхайн в Саксонии» с данными на более чем 5 тысяч человек. В апреле 2006 года в Белоруссии вышло издание на русском языке: «Цайтхайн — Книга памяти советских военнопленных».

## Сопротивление заключенных
В 1942 году была создана подпольная партийная организация, связанная с парторганизацией лагеря IV-B. Руководители: Степан Павлович Злобин, К.К. Боборыкин,  Н.С. Гутыря, И.И. Камелев, Иван Андреевич Кострикин, Ф.М. Величко, Николай Фёдорович Дементьев,  Н.П. Титов, Михаил Васильевич Черкасов, В. Дударев. Организация охватывала медиков, работников кухни, склада обмундирования, почты, бюро по распределению военнопленных на работу, уборщиков помещений немецких офицеров, отдел регистрации военнопленных, баню и бараки.
Летом 1944 года подпольная партийная организация в Цайтхайне была раскрыта. Двенадцать человек, включая Степана Павловича Злобина и Михаила Васильевича Черкасова, были отправлены в лагерь IV-B в Мюльберге, а затем должны были быть перемещены в концентрационный лагерь. Их разместили в общих бараках под надзором абвера, закованными в кандалы. Пока шло изучение дел, кого-то спрятали в санчасти, кого-то отправили на работы к крестьянам, остальные получили справки об инвалидности 2-й и 3-й групп за подписью немецкого врача. Военнопленные вернулись в лагерь через 1-1,5 месяца. После этого работа подпольной организации была возобновлена..
Поспешность отхода немцев и бегство охраны лагеря дало возможность находившимся поблизости в бараках итальянцами, выломать двери тюрьмы и выпустить арестованных. После освобождения из тюрьмы, Михаилом Черкасовым по поручению Бюро парторганизации была организована самооборона лагеря в составе 4-х стрелковых батальонов и артгруппы, силами которых оборонялся лагерь в течение суток 22 на 23 апреля мес. 1945 г., до прихода советских войск.
Узники шталага были освобождены 23 апреля 1945 года 1-м гвардейским кавалерийским корпусом 1-го Украинского фронта. Было освобождено свыше 15 000 человек военнопленных союзных СССР государств  и военнопленных бывших военнослужащих красной армии свыше 12 000 человек. 

## В культуре
По возвращении с войны участник сопротивления и писатель Степан Павлович Злобин начал писать роман «Восставшие мертвецы» — о пребывании в плену, однако в 1946 году произведение было изъято и попало под цензуру. В 1962 году был издан автобиографический роман «Пропавшие без вести», который внёс значительный вклад в дело реабилитации бывших советских военнопленных. Персонажи основаны на реальных прототипах: под именем Емельяна Баграмова писатель изобразил себя, а под именем Василия Михайловича Баркова — Михаила Васильевича Черкасова.
Александр Иванович Пахомов (1918—1975) — бывший узник, запечатлевший лагерную жизнь в рисунках и воспоминаниях. В лагере он создал около 200 рисунков, из которых удалось тайно вынести около 100. Часть работ пряталась в тайниках бараков, в том числе в туберкулёзном блоке. Сам Пахомов вынес 21 рисунок, спрятав их в этюднике, ещё 37 рисунков спас его товарищ по подполью Василий Ткаченко. Впоследствии подлинники рисунков хранятся в Центральном музее современной истории России (Москва), Музее политической истории России (Санкт-Петербург), а также в музеях Чувашии и Сочи. В 1966 году вышла книга Пахомова «Рисунки кровью», где он описал свои воспоминания о лагере, встрече с писателем Степаном Злобиным и сохранении рисунков после войны.